# Viri probati
Viri probati (lateinisch für „bewährte Männer“) sind verheiratete Männer, die sich aufgrund ihrer nach der Lehre der römisch-katholischen Kirche vorbildlichen Lebensweise für den Dienst des Diakons empfehlen und daher als verheiratete Männer zum Diakon geweiht werden. Ihren Dienst in der Kirche üben sie als ständige Diakone aus.
Der Begriff Viri probati wird in aller Regel nur in Bezug auf die ganze Gruppe und daher im Plural verwandt (in der Einzahl würde er lauten Vir probatus).

## Geschichte
Im Laufe des 2. Jahrhunderts entwickelte sich in der frühen Kirche das in drei Stufen hierarchisch geordnete geistliche Amt: Diakon, Presbyter und Bischof. Als die Presbyter mehr und mehr die Feier der Eucharistie und die Leitung der Gemeinden übernahmen, wurden die Diakone der Gemeinden nach und nach zu Gehilfen der Priester. Sie unterstanden damit nicht mehr unmittelbar dem Ortsbischof. Im Laufe der Zeit verkümmerte in der römisch-katholischen Kirche ab etwa dem 9. Jahrhundert der Diakonat zu einer bloßen Durchgangsstufe.
Nachdem also jahrhundertelang der Diakonat nur als Vorstufe zum Priestertum galt, wurde durch das Zweite Vatikanische Konzil die alte Tradition wiederbelebt, auch verheiratete Männer zum Diakonat zuzulassen. Nach altkirchlicher Tradition versprechen diese Männer bei der Weihe unter anderem, nach dem etwaigen Tod ihrer Ehefrau nicht mehr zu heiraten, sondern zölibatär zu leben. Insbesondere wenn noch kleinere Kinder zu erziehen sind, kann von einem solchen Zölibatsversprechen auch dispensiert werden.

## Diskussion über die Zulassung ständiger Diakone zur Priesterweihe
In der Vergangenheit – so auch schon von der Würzburger Synode – wurden innerkirchlich immer wieder Stimmen laut, Viri probati auch zur Priesterweihe zuzulassen. In dieser Frage stehen sich verschiedene Standpunkte gegenüber: Zum einen der Priestermangel in manchen Teilen der Welt, zum anderen die Heilssorge der Kirche. Eine besondere Rolle fällt auch den Bischöfen zu, denn diese sind verpflichtet, „Modelle für die Sicherstellung des Heildienstes zu entwickeln“ (vergleiche: Würzberger Synode: Die pastoralen Dienste in der Gemeinde 5.4.6 (Syn. DG 5.4.6)).
Papst Franziskus äußerte 2017 in einem Interview, über die Frage nachdenken zu wollen, ob Viri probati künftig unter bestimmten Bedingungen zu Priestern geweiht werden und welche Aufgaben sie in der Kirche übernehmen könnten. Zugleich wandte sich der Papst gegen den Vorschlag, den Zölibat der freien Entscheidung der Weihekandidaten zu überlassen. Karl Kardinal Lehmann äußerte daraufhin, seiner Meinung nach sei die Frage von viri probati „nie wirklich zur Ruhe gekommen“. Der Vorsitzende der Deutschen Bischofskonferenz, Reinhard Kardinal Marx, führte aus, man müsse „über die pastorale Dimension nachdenken.“ Eine Entscheidung könne jedoch nur auf einer weltkirchlichen Ebene getroffen werden und man müsse die Folgen bedenken.
Einer der Vorschläge des 45-seitigen Arbeitsdokumentes der außerordentlichen Bischofssynode unter dem Thema Amazonien – neue Wege für die Kirche und eine ganzheitliche Ökologie („Amazonassynode“), das am 17. Juni 2019 veröffentlicht wurde, ist die Erwägung der Möglichkeit, ältere Männer zur Priesterweihe zuzulassen, vorzugsweise Indigene, die von der Gemeinde respektiert und akzeptiert werden, sogar wenn sie bereits eine geordnete und tragfähige Familie haben. Die Synode empfahl abschließend in Nr. 111 des Abschlussdokuments  in Bezug auf die Amazonasregion, die Kirche solle

„…Kriterien und Voraussetzungen schaffen, um geeignete und von der Gemeinde anerkannte Männer zu Priestern zu weihen. Sie sollten bereits ein fruchtbares Diakonat und eine Ausbildung zum Priesteramt absolviert haben und sie sollten eine legitime und stabile Familie beibehalten können. Auf diese Weise sollen sie das Leben der christlichen Gemeinde durch die Verkündigung des Wortes und die Feier der Sakramente in den entlegensten Zonen des Amazonasgebiets aufrechterhalten“

und schloss mit der von einigen Bischöfen ausgesprochenen Empfehlung, dieses Thema auch auf weltkirchlicher Ebene zu behandeln. Die explizite Nennung und Bezeichnung als Viri probati wird in dem Dokument vermieden.